# Nekoordinující anion
Nekoordinující anionty nebo slabě koordinující anionty jsou anionty, které s kationty interagují slabě.
Využívají se při zkoumání reaktivity elektrofilních kationtů. Často fungují jako protiionty v kationtových komplexech s nenasycenou koordinační sférou. Tyto anionty jsou důležitými složkami homogenních katalyzátorů polymerizace alkenů, kde je aktivním katalyzátorem koordinačně nenasycený kationtový komplex přechodného kovu. Například slouží jako protiionty u kationtů se 14 valenčními elektrony [(C5H5)2ZrR]+ (R = methyl nebo narůstající polyethylenový řetězec). Komplexy odvozené od nekoordinujících aniontů mohou katalyzovat hydrogenace, hydrosilylace, oligomerizace a polymerizace alkenů. Větší využívání nekoordinujících aniontů pomohlo zlepšit znalosti o agostických komplexech, v nichž jsou ligandy uhlovodíky a vodík. Nekoordinující anionty jsou důležitými součástmi mnoha superkyselin, kde dochází ke kombinaci kyseliny Brønstedova a Lewisova typu.

## Historie
Před 90. lety 20. století byly tetrafluorboritany (BF -
4 ), hexafluorfosforečnany (PF -
6 ) a chlorečnany (ClO -
4 ) považovány za slabě koordinující anionty. Nyní je známo, že se vážou na silně elektrofilní kovová centra.
Tetrafluorboritanové a hexafluorfosforečnanové anionty se koordinují na vysoce elektrofilní kovové ionty, jako jsou například kationty obsahující centra tvořená čtyřmocným zirkoniem, které mohou odštěpit fluoridovové ionty od těchto aniontů. Ostatní anionty, jako je triflátový, se považují na nízkokoordinující k některým kationtům.

### Od objevu BARF

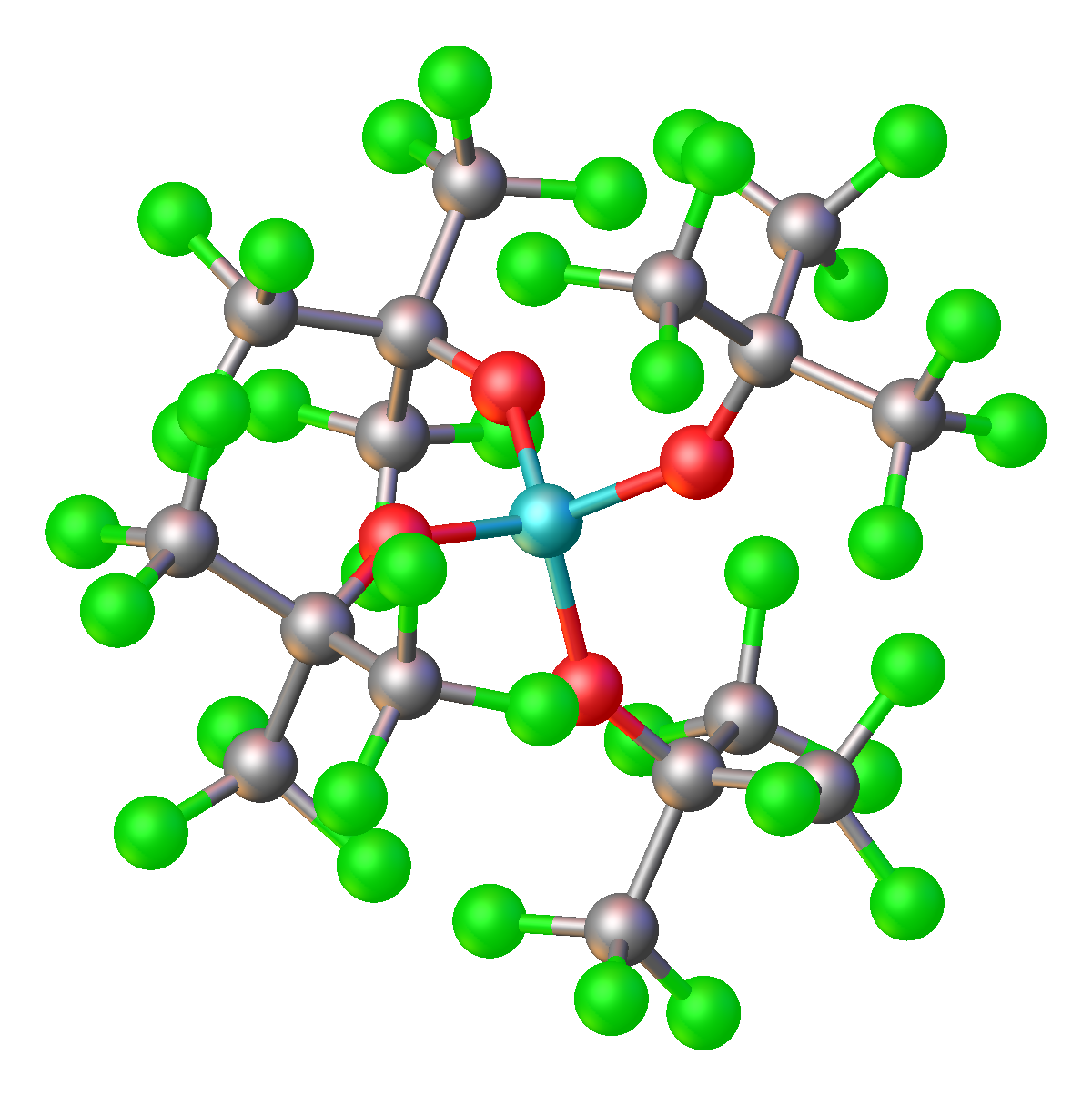
Struktura slabě koordinujícího aniontu [Al(OC(CF_{3})_{3})_{4}]^{−} se zobrazením symetrie; zelená = F, červená = O.

V 90. letech 20. století byl objeven tetrakis[3,5-bis(trifluormethyl)fenyl]boritanový ion, B[3,5-(CF3)2C6H3] −
4 , zkráceně „BARF“.
Tento anion je mnohem slaběji koordinujícím než tetrafluorboritanový, hexafluorfosforečnanový a chloristanový a umožňuje tak výzkum ještě silněji elektrofilních kationtů.
Podobnými anionty jsou například tetrakis(pentafluorfenyl)boritanový anion B(C6F5) −
4  a Al[OC(CF3)3] −
4 .
U objemných boritanových a hlinitanových iontů je záporný náboj rozprostřen symetricky přes mnoho elektronegativních atomů. Podobné anionty mohou být odvozeny od tris(pentafluorfenyl)boru B(C6F5)3. Další výhodou těchto aniontů je, že jejich soli jsou lépe rozpustné v nepolárních organických rozpouštědlech, jako jsou dichlormethan, toluen a někdy i alkany. polární rozpouštědla, například acetonitril, tetrahydrofuran a voda, se vážou na elektrofilní centra a použití nekoordinujících aniontů je zbytečné.
Soli aniontu B[3,5-(CF3)2C6H3] −
4  byly poprvé popsány v roce 1984. Původní způsob přípravy byl nahrazen bezpečnějším.

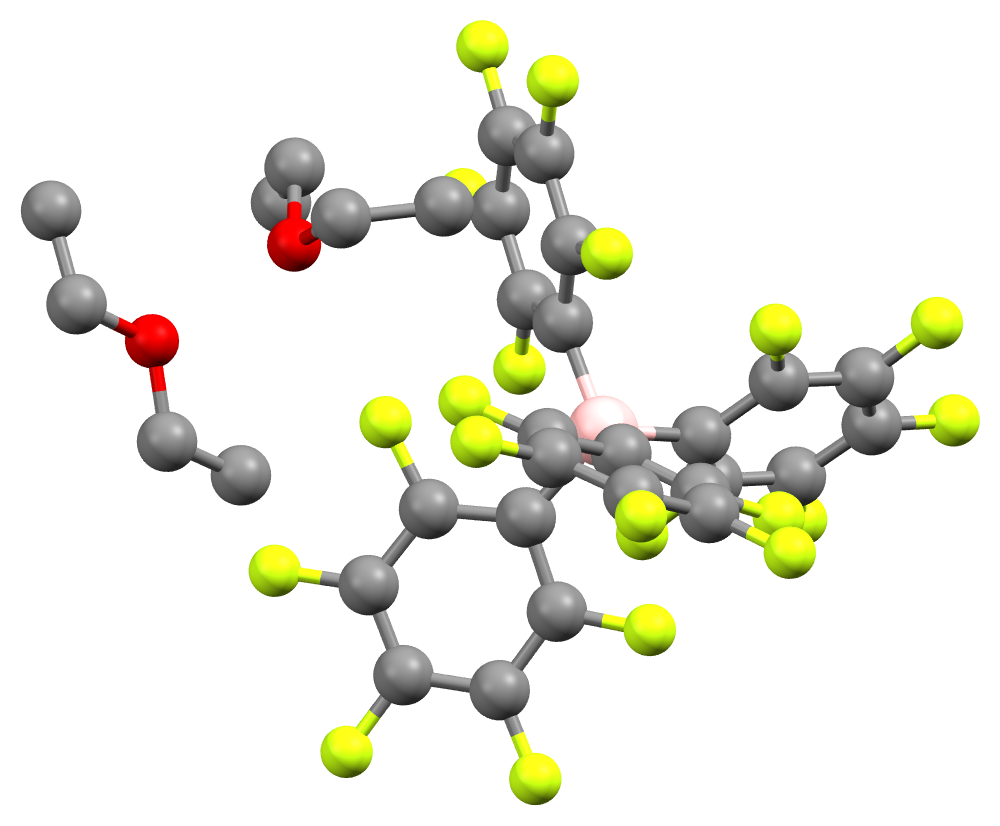
Krystalová struktura sloučeniny [H(Et_{2}O)_{2}][B(C_{6}F_{5})_{4}], podobné Brookhartově kyselině

Neutrální molekuly, ze kterých jsou odvozeny nekoordinující anionty, jsou silnými Lewisovými kyselinami; příklady mohou být fluorid boritý (BF3) a fluorid fosforečný (PF5). Významnou Lewisovou kyselinou tohoto druhu je tris(pentafluorfenyl)boran, B(C6F5)3, který může odštěpovat alkylové ligandy:
(C5H5)2Zr(CH3)2 + B(C6F5)3 → [(C5H5)2Zr(CH3)]+[(CH3)B(C6F5)3]−

## Jiné druhy nekoordinujících aniontů
Další velká skupina nekoordinujících aniontů je odvozena od karboranového aniontu CB11H −
12 . Pomocí tohoto aniontu byla připravena první trikoordinovaná sloučenina křemíku, [(mesityl)3Si][HCB11Me5Br6] která obsahuje nekoordinující anion odvozený od karboranu.